# Истрашкин, Владимир Иванович
Владимир Иванович Истрашкин (13 февраля 1916, Иващенково — 12 января 1987, Москва) — полковник Советской Армии, участник Великой Отечественной войны, Герой Советского Союза (1944).

## Биография
Владимир Истрашкин родился 13 февраля 1916 года в посёлке Иващенково (ныне — город Чапаевск в Самарской области). После окончания семи классов школы и школы фабрично-заводского ученичества учился на рабфаке. В 1936 году Истрашкин был призван на службу в Рабоче-крестьянскую Красную Армию. В 1938 году он окончил Качинскую военную авиационную школу лётчиков. С августа 1941 года — на фронтах Великой Отечественной войны. Принимал участие в боях на Южном, Юго-Западном, Северо-Кавказском, Закавказском, 4-м Украинском, 2-м Белорусском фронтах, один раз был ранен.
16 апреля 1943 года в районе станицы Абинская шесть советских истребителей под командованием капитана Истрашкина вступили в воздушный бой с восемью немецкими истребителями "мессершмитт-109", сопровождавшими 18 бомбардировщиков "юнкерс-87". Во время первой атаки с пикирования Истрашкин сбил ведущий Ю-87, в котором находился командир бомбардировочной авиагруппы (что вызвало замешательство и дезорганизовало действия экипажей немецких бомбардировщиков - несколько из них сбросили бомбы над расположением немецких войск), а затем подбил второй Ю-87.
К августу 1944 года майор Владимир Истрашкин был помощником по воздушно-стрелковой службе командира 979-го истребительного авиаполка 229-й истребительной авиадивизии 4-й воздушной армии 2-го Белорусского фронта. К тому времени он совершил 588 боевых вылетов, принял участие в 94 воздушных боях, сбив 14 вражеских самолётов лично и ещё 5 — в составе группы.
Указом Президиума Верховного Совета СССР от 26 октября 1944 года за «мужество и героизм, проявленные в воздушных боях» майор Владимир Истрашкин был удостоен высокого звания Героя Советского Союза с вручением ордена Ленина и медали «Золотая Звезда» за номером 4843.
После окончания войны Истрашкин продолжил службу в Советской Армии. В 1947 году он окончил Высшие офицерские лётно-тактические курсы, в 1955 году окончил Военно-воздушную академию, в 1956 году — курсы усовершенствования офицерского состава. Служил заместителем командира 87-й истребительной авиационной дивизии (Большое Савино, Пермь). В 1957 году в звании полковника Истрашкин был уволен в запас.
Проживал в Москве, преподавал в учебном подразделении Московского транспортного управления Гражданского воздушного флота. Умер 12 января 1987 года, похоронен на Кунцевском кладбище Москвы.

Могила Истрашкина на Кунцевском кладбище Москвы.

Был также награждён четырьмя орденами Красного Знамени, двумя орденами Отечественной войны 1-й степени, двумя орденами Красной Звезды, рядом медалей.

## Память
В честь Истрашкина названа улица в Судаке.